# Jan Rokita
Jan Maria Piotr Władysław Rokita (Cracovia (Polonia), 18 de junio de 1959), político polaco un vicelíder de la Plataforma Cívica (Platforma Obywatelska). En PRL fue en NZS (Niezależne Zrzeszenie Studentów). En 1991 ingresó a la Unión Democrática (Unia Demokratyczna). Desde 1994 hasta 1997 fue en Alianza de la Libertad (Unia Wolności) (fusión de la Unión Democrática y el Congreso Liberal Democrático). En 1997 fundó con Artur Balazs y Aleksander Hall Partido Conservadoro-Popular. El Partido Conservadoro-Popular se acercó a la Alianza Democrática de la Derecha. En 2001 se acercó a la Plataforma Cívica. Ahora es el vicepresidente de la Plataforma Cívica. En 2006, Yan Rokita se convirtió en coordinador de la llamada oficina en la sombra. En 2007, abandonó su actividad política.
Está casado con Nelly Arnold Rokita.